# Občina Ilirska Bistrica
Občina Ilirska Bistrica je ena od občin Krasa v Republiki Sloveniji z okoli 13.000 prebivalci in središčem v Ilirski Bistrici. Njeno območje se z reformo lokalne samouprave v samostojni Sloveniji ni spremenilo. 

## Naselja v občini
Bač, Brce, Dobro Polje, Dolenje pri Jelšanah, Dolnja Bitnja, Dolnji Zemon, Čelje, Fabci, Gabrk, Gornja Bitnja, Gornji Zemon, Harije, Hrušica, Huje, Ilirska Bistrica, Jablanica, Janeževo Brdo, Jasen, Jelšane, Kilovče, Knežak, Koritnice, Koseze, Kuteževo, Mala Bukovica, Male Loče, Mereče, Nova vas pri Jelšanah, Novokračine, Ostrožno Brdo, Pavlica, Podbeže, Podgrad, Podgraje, Podstenje, Podstenjšek, Podtabor, Pregarje, Prelože, Prem, Račice, Ratečevo Brdo, Rečica, Rjavče, Sabonje, Smrje, Snežnik, Soze, Starod, Studena Gora, Sušak, Šembije, Tominje, Topolc, Trpčane, Velika Bukovica, Veliko Brdo, Vrbica, Vrbovo, Zabiče, Zajelšje, Zarečica, Zarečje